# GH Bandy IF
Gästrike-Hälsinge Bandy IF är en bandyklubb hemmahörande i Uppsala, Sverige och har i seriesammanhang kallats GH Bandy IF. Tidigare var samma lag aktivt under namnet Gästrike-Hälsinge IF Bandy och var då en sektion inom idrottsföreningen vid Gästrike Hälsinge studentnation vid Uppsala universitet. Bandysektionen inom Gästrike Hälsinge nation lades ner 2001 och föreningen ombildades samma år i egen regi.

## Seriespel
GH Bandy IF har sin verksamhet inom Svenska Bandyförbundet distrikt Mellansverige. Från början spelades både träningar och matcher på Studenternas IP i Uppsala. Laget deltog i seriespel fram till 2016 och spelade största delen av tiden i div 2, men var även hemmahörande i div 3 några säsonger. Säsongen 2016/2017 var den sista som spelades i div 2 i distriktet Mellansverige Östra. GH Bandy IF erbjöds plats i div 2 Stockholm, men har inte deltagit i seriespel sedan dess. Träningarna fortsätter, men hemmavisten är nu istället Relitahallen i Uppsala.

## Landskamper
GH Bandy IF är ett av få lag i Sverige som spelat i div 2 eller lägre och är obesegrat mot landslag. Vid två tillfällen har laget mött och vunnit mot utländska landslag och det första av dessa var mot Nederländerna i en träningslandskamp som spelades på Studenternas IP. Laget har även mött det ungerska landslaget i två träningsmatcher som spelades på Városligeti Műjégpálya (City Park Ice Rink) i Budapest.